# Rychlost přeběhu

efekt přeběhu na obdélníkovém signálu: červená = požadovaný výstup, zelená = skutečný výstup

V elektronice je rychlost přeběhu definována jako maximální rychlost změny výstupního napětí za jednotku času. Bývá vyjadřována jako Volt za mikrosekundu. Omezení daná rychlostí přeběhu přispívají k nelineárním vlastnostem operačních zesilovačů.
V mechanice je rychlost přeběhu spojena se změnami s poloze objektu rotujícího kolem pozorovatele za čas. Rychlost přeběhu má v tomto případě jednotku úhel za sekundu.